# Aizoon virgatum
Aizoon virgatum là một loài thực vật có hoa trong họ Phiên hạnh. Loài này được Welw. ex Oliv. mô tả khoa học đầu tiên năm 1871.